# Rudra dagostinae
Rudra dagostinae är en spindelart som beskrevs av Braul, Lise 1999. Rudra dagostinae ingår i släktet Rudra och familjen hoppspindlar. Inga underarter finns listade i Catalogue of Life.